# Bernardin Leaković
Fra Bernardin Toma Leaković (Bošnjaci, 13. prosinca 1741. – Šarengrad, 8. siječnja 1815.) bio je hrvatski franjevac, teolog, propovjednik i pisac vjerskih djela. Djelovao je u Franjevačkoj provinciji sv. Ivana Kapistrana te je poznat po svojim homiletskim djelima i doprinosu katoličkoj duhovnoj literaturi.

## Život i obrazovanje
Leaković je rođen u Bošnjacima od oca Luke i majke Marije, gdje je i kršten 13. prosinca 1741. godine. Godine 1759. stupio je u Franjevački red u Šarengradu, a godinu dana kasnije položio prve zavjete. Studirao je filozofiju u Požegi te teologiju u Petrovaradinu i Osijeku. Tijekom života bio je profesor filozofije u Iloku, a kao propovjednik i teolog djelovao je na različitim mjestima, uključujući Svetu Zemlju gdje je pet godina služio kao gvardijan u Betlehemu i tajnik kustodije (administrativne jedinice s nekoliko samostana) u Jeruzalemu. Tijekom boravka zapisao je djelo Sacra peregrinatio per sanctam Crucis viam, koje dokumentira duhovno hodočašće kroz Svetu Zemlju što je rijetkost među hrvatskim autorima njegova doba.

## Rad i djela
Leaković je napisao nekoliko značajnih vjerskih knjiga:
- Govorenja za sve nedilje godišnje (1795.), Osijek[6][7]
- Nauk od poglavitih stvarih kršćansko-katoličanskih (1798.), Budim[8][9]
- Govorenja za svečane dneve Božje, B. D. Marije i svetih (1802.), Osijek[6][7]
- Sacra peregrinatio per sanctam Crucis viam (1804.), Budim.[10]

Njegova djela pisana su hrvatskim jezikom, a u nekim slučajevima i latinskim, dok je još tečno govorio talijanski i njemački. Posebno je poznat njegov katekizam iz 1798., koji se uspoređuje s današnjim Katekizmom Katoličke Crkve. Leakovićevo djelovanje istraživano je u različitim znanstvenim radovima. Franjo Emanuel Hoško, Katica Čorkalo i Mato Batorović značajno su pridonijeli proučavanju njegovog rada. Leaković je bio istaknuti član franjevačke zajednice i značajna figura slavonske književnosti i kulture 18. i 19. stoljeća.

## Smrt i nasljeđe
Bernardin Leaković preminuo je 8. siječnja 1815. u Šarengradu, gdje je proveo posljednja desetljeća života služeći kao profesor, gvardijan, savjetnik, duhovnik, župnik te obnašajući brojne druge odgovorne dužnosti u službi Provincije. Njegova djela ostavila su neizbrisiv trag u povijesti hrvatske katoličke književnosti i predstavljaju značajan doprinos kulturnoj baštini. Iako je velik dio života proveo u Šarengradu, Leaković je ostao snažno povezan s rodnim Bošnjacima. Često se vraćao u svoje rodno mjesto, gdje je krstio djecu i održavao bliske veze sa župnom zajednicom.
Osnovna škola u njegovom rodnom mjestu nosi naziv »Osnovna škola fra Bernardina Tome Leakovića«, kao počast ovom istaknutom franjevcu, propovjedniku i piscu. Osim škole, i glavni trg u Bošnjacima nosi njegovo ime.